# 處女之泉
《處女之泉》是瑞典導演英格瑪·伯格曼執導的電影，故事由瑞典傳統民謠《Töres dotter i Wänge》改編，是他的代表作，於1960年上映。

## 劇情簡介
本劇根據十四世紀的一個瑞典民間傳說改編，Töre和Märeta 是Wänge農場的男女主人，信仰天主教，有一個長相甜美的獨生女Karin，女工Frida，養女Ingeri。Karin個性純真開朗，是父母呵護的掌上明珠，她的喜怒哀樂牽動著父母的情緒，Märeta視女兒為一切，恐懼Karin受到傷害。Töre注重宗教內在的精神意義，他對Karin不嚴厲但堅持，父女的感情親暱，甚至引起Märeta的嫉妒。養女Ingeri也是在嫉妒深淵中浮沉的角色，Karin的美麗、善良，甚至過度天真，對比於Ingeri的粗野、放縱與卑賤，讓她從小就嫉妒Karin。Ingeri未婚卻身懷六甲，Märeta的責備在Ingeri心中種下了仇恨的種子。
Töre和Märeta早餐前都會對著釘在十字架的耶穌像祈禱，因這天是受難日，Märeta不顧Töre阻止，堅持要將蠟燭上的熔油滴在手腕。Ingeri一大早生起大廳角落的爐火準備做早餐，她仰望天窗外的一小塊天空，對著傳統北歐瑞典Aesir族的Odin神祈禱。
Märeta準備一捆蠟燭，要送到教堂去做為聖母祈禱用，她要年長的女工Frida早餐後送去，Töre說該由女兒Karin來送，Töre不注重禱告，但在意規章制度，因為按照傳統，為聖母祈禱的蠟燭應該由處女送去。Märeta說因為昨晚做了一個噩夢，丈夫同意讓Ingeri陪同Karin去，於是她叫Ingeri為Karin準備要帶上路的午餐。
Ingeri心不甘情不願的到倉庫拿麵包、乾酪時，在地上發現一隻蟾蜍，她抓起蟾蜍夾在一個切開的麵包中。
Märeta叫醒Karin送蠟燭去教堂，Karin向媽媽央求穿上新衣才願意去，媽媽拗不過幫她盛裝打扮一番，並告訴她昨晚做了一個噩夢，要Karin不要太任性，爸爸進房裡探看，未出過農場的Karin向父親央求讓Ingeri陪她一起去教堂，父親答應了。
Karin和Ingeri騎著馬穿過湖邊的林子、開滿野花的山坡，在和煦的陽光下輕快的唱著歌。兩人在一處樹蔭下暫時休息，一個她們認識的農人過來與Karin聊著昨晚舞會的趣事，Ingeri以憤恨的眼神看她們，原來那個農人是Ingeri腹中胎兒的爸爸。因此在繼續往教堂的路上，Ingeri尖酸嘲諷Karin，Karin打了她一記耳光。
經過一戶僻靜的房舍，主人幫Karin牽馬過小溪，Ingeri忽然說害怕穿過森林，Karin便讓Ingeri留下來，自己獨自騎馬前去教堂。但房舍主人怪異的舉止，讓獨自留下的Ingeri驚嚇得跑進樹林裡。
山坡上有三個牧羊人遠遠見獨自騎馬經過的Karin，三人謊稱是餐風露宿的孤兒，Karin把媽媽準備的麵包分給他們，三人便帶Karin到林間一起享用午餐。
Ingeri跑到樹林躲裡在小丘後，見Karin和三個牧人愉快吃午餐，不久卻看到其中年紀較大的兩個年輕牧羊人強暴Karin並把她打死了，他們脫下Karin華麗的外衣和斗篷，留下最小的牧童看管羊群，便逃走了。
天空慢慢飄下雪花，小牧童本想掩埋Karin的屍體，但因為害怕，跑去找兩個哥哥。三個牧羊人跑到農場借住，他們不知道這正是Karin的家，陶比讓他們在大廳過夜，並邀三人共進晚餐，小牧童吃一口食物卻嘔吐不止。
Märeta擔心Karin深夜未歸，無法入眠的含淚禱告，Töre安慰她，忽然Märeta聽到小牧童的慘叫聲，到大廳查看，見小牧童已睡著，牧羊人辯稱是貓頭鷹叫聲，然後拿出一套絲綢衣服，說是死去妹妹的遺物，希望Märeta收購，Märeta接過衣服認出那是Karin的衣物，強作鎮靜說要問過丈夫。出了大廳，她忍不住在門口啜泣，然後將大廳門上鎖。
Töre見到Karin的衣服，馬上起身穿上衣服並拿出一柄劍，他走出屋外看見躲在樓梯下的Ingeri，追問Karin遇害經過，她將經過告訴了主人。
Töre沐浴後拿了一把屠刀進到大廳將三個牧羊人殺了，然後帶著所有人到樹林裡找Karin的屍體。Märeta抱著屍首痛不欲生，Töre跪下來悲憤的詰問上帝為何以此殘酷方式對待他，他允諾在Karin遇害的地方建一座教堂，此時從Karin躺臥的地方湧出清澈的泉水。

## 評價
台湾著名导演李安在纪录片《打扰伯格曼》中曾经这样评价该片：“我连续看了两次，看完动弹不得，仿佛被导演夺走了童贞。我看不懂，但大受震撼。”

## 獎項
- 獲得奧斯卡最佳外語片獎
- 獲得金球獎最佳外語片獎
- 獲得電影旬報最佳外語片獎與最佳外國導演
- 入圍坎城影展金棕櫚獎

## 外部連結
- Criterion Collection essay by Peter Cowie （页面存档备份，存于）
- Per Tyrssons döttrar  （页面存档备份，存于）, also known as  Herr Töres' döttrar - a version of the old ballad, in Swedish
- 互联网电影数据库（IMDb）上《處女之泉》的资料（英文）
- 豆瓣电影上《處女之泉》的資料 （简体中文）
- 豆瓣电影上《處女之泉》的資料 （简体中文）